# NN-53
La carretera NN‑53 es una vía departamental secundaria ubicada en el departamento de Nueva Segovia. Conecta el municipio de Santa María con Ocotal, enlazando con la carretera nacional NIC-15. Tiene una longitud aproximada de 12 km y mejora el acceso al centro regional de Ocotal desde la zona rural.

## Trazado y cruces
La siguiente tabla describe los principales puntos de la carretera NN‑53:
| km   | Localidad   | Departamento  | Conexión / Ruta |
| ---- | ----------- | ------------- | --------------- |
| 0,0  | Santa María | Nueva Segovia | Inicio de ruta  |
| 6,0  | La Quinta   | Nueva Segovia | Ninguna         |
| 12,0 | Ocotal      | Nueva Segovia | NIC 15          |

## Coordenadas
Uno de los tramos de la NN‑53 puede localizarse en estas coordenadas: 13°39′00″N 86°24′00″O / 13.6500, -86.4000